# Саамська кров
«Саамська кров» (швед. Sameblod) — драматична кінострічка 2016 року сценаристки та режисерки Аманди Кернелл, її дебютний повнометражний фільм.

## Сюжет
Наші дні, 78-річна Еллє-Марія (яка називає себе Крістіною) повертається до Лапландії, де пройшло її дитинство, разом із сином Оле та внучкою Санна, щоб відвідати похорони її молодшої сестри. Елле-Марія не хоче бути там. Їй не подобаються саамські люди, вона називає їх злодіями та брехунами. Коли до неї звертаються на її рідній саамській мові, вона відмовляється говорити і робить вигляд, що не розуміє її. Вона навіть відмовляється ночувати в сімейному домі своєї молодшої сестри і їде в готель.
У 1930-х роках 14-річна Еллє-Марія відправляється до саамської школи з молодшою сестрою Ньенною. Це своєрідна школа-інтернат для дітей саамі, де вчителька з провінції Смоланд навчає їх шведської мови та знати їхнє місце у суспільстві. Розмовляти саамською, навіть поза класом забороняється та карається побиттям.
Після нападу на групу хлопчиків (з котрими вона зіткнулася, коли вони називали її ім'я) і була помічена на вусі старим ножем свого батька, вони знімають з неї одяг. Група молодих шведських солдатів, які їдуть на танці, побачивши її починають з нею спілкуватися — це перший випадок, коли з нею поводяться як з людиною. Це почуття посилюється ще й тим, що перед цим двоє вчених з Державного інституту расової біології в Уппсалі прийшли до школи, щоб виміряти і сфотографувати їх голими.
Еллє-Марія приходить на танці і протягом кількох годин вона відчуває повагу і без особливих зусиль поводиться, як усі оточуючі. Саме тоді вона вирішує, що вона залише Лапландію і поїде до Уппсали для навчання в університеті.

## У ролях
- Lene Cecilia Sparrok — Еллє-Марія (молода)
- Maj-Doris Rimpi — Еллє-Марія (похила)
- Mia Sparrok — Ньєнна
- Olle Sarri — Оле
- Anne Biret Somby — Санна
- Hanna Alström — вчителька
- Anders Berg — Емануєль
- Katarina Blind — мати Ганна
- Beata Cavallin — Хедда
- Malin Crépin — Еліс
- Julius Fleischanderl — Ніклас
- Ylva Gustafsson — Лаєвіє
- Tom Kappfjell — Аайяа
- Anna Sofie Bull Kuhmunen — Ганна-Стіна
- Andreas Kundler — Густав

## Виробництво
Зйомки стрічкі відбувалися у Тернабю та Хемавані, на півночі Швеції, частково в Уппсалі та Стокгольмі.

## Нагороди
Кінострічка здобула головний приз на кінофестивалі в Гетеборзі в 2017 році, премія Dragon Best Nordic Film. Приз у розмірі одного мільйона шведських крон (приблизно 114 000 доларів США), це одна з найбільших у світі кінопремій.
На 57-му Міжнародному кінофестивалі в Салоніках фільм виграв нагороду «Людські цінності».
На Токійському міжнародному кінофестивалі кінострічка здобула другу нагороду у конкурсі, а Лене Сесілія Спаррок отримала нагороду, як найкраща жіночу роль.
На Венеційському кінофестивалі фільм був у розділі «Всесвітні дні» та отримав премію Fedeora, як найкращий молодий режисер та Europa Cinemas Label (кращий європейський фільм).
На міжнародному кінофестивалі «Санта-Барбара» фільм отримав нагороду «Вальхалла» за кращий фільм Північної Європи. 14 листопада 2017 року він отримав премію Lux.
У 2017 році кінострічка була заявлена до участі в кінофестивалі «Молодість».